# 菩萨蛮
菩薩蠻，词牌名。本為唐朝教坊曲。《宋史·樂志》稱為「女弟子舞隊名」。唐唐蘇鄂《杜陽雜編》稱，唐宣宗大中年间，女蛮国遣使者进贡，她们身上披挂着珠宝，梳着高高的发髻，号称菩萨蛮队，当时教坊因此制成《菩萨蛮曲》。唐宣宗愛唱《菩薩蠻》詞，令狐綯特命溫庭筠撰寫以進，即今《花間集》溫詞十四首。
雙調四十四字，上下闕各四句，兩仄韻、兩平韻。

## 異名
溫詞有「小山重疊金明滅」句，故又名《重疊金》；南唐李煜詞名《子夜歌》，一名《菩薩鬘》；韓淲詞有「新聲休寫花間意」句，故又名《花間意》；又有「風前覓得梅花句」，名《梅花句》；又有「山城望斷花溪碧」句，故又名《花溪碧》；又有「晚雲烘日南枝北」句，故又名《晚雲烘日》。

## 词牌格式
註：
平表示平聲，
仄表示仄聲，
仄表示本仄可平，
平表示本平可仄，粗體表示韻腳。

### 正體
雙調四十四字，上下闕各四句，兩仄韻、兩平韻，两句一换，凡四易韵。上闕後二句与下闋後二句字数、平仄相同。上下阕末句都可改用律句
平平仄仄平。

平平仄仄平平仄，平平仄仄平平仄。仄仄仄平平，仄平平仄平。

仄平平仄仄，仄仄平平仄。平仄仄平平，平平平仄平。

例词：
- 李白[5]

平林漠漠烟如织，寒山一带伤心碧。暝色入高楼，有人楼上愁。
玉阶空伫立，宿鸟归飞急。何处是归程？长亭連短亭。
- 辛弃疾

郁孤台下清江水，中间多少行人泪？西北望长安，可怜无数山。
青山遮不住，毕竟东流去。江晚正愁余，山深闻鹧鸪。
- 溫庭筠 十四首

小山重疊金明滅。鬢雲欲度香腮雪。懶起畫蛾眉。弄妝梳洗遲。
照花前後鏡。花面交相映。新帖綉羅襦。雙雙金鷓鴣。
水精簾裏頗黎枕。暖香惹夢鴛鴦錦。江上柳如煙。雁飛殘月天。
藕絲秋色淺。人勝參差剪。雙鬢隔香紅。玉釵頭上風。
蕊黃無限當山額。宿妝隱笑紗窗隔。相見牡丹時。暫來還別離。
翠釵金作股。釵上蝶雙舞。心事竟誰知？月明花滿枝。
翠翹金縷雙鸂鶒。水紋細起春池碧。池上海棠梨。雨晴紅滿枝。
繡衫遮笑靨。煙草粘飛蝶。青瑣對芳菲。玉關音信稀。
杏花含露團香雪。綠楊陌上多離別。燈在月朧明。覺來聞曉鶯。
玉鉤褰翠幕。妝淺舊眉薄。春夢正關情。鏡中蟬鬢輕。
玉樓明月長相憶。柳絲裊娜春無力。門外草萋萋。送君聞馬嘶。
畫羅金翡翠。香燭銷成淚。花落子規啼。綠窗殘夢迷。
鳳凰相對盤金縷。牡丹一夜經微雨。明鏡照新妝。鬢輕雙臉長。
畫樓相望久。欄外垂絲柳。音信不歸來。社前雙燕回。
牡丹花謝鶯聲歇。綠楊滿院中庭月。相憶夢難成。背窗燈半明。
翠鈿金壓臉。寂寞香閨掩。人遠淚闌干。燕飛春又殘。
滿宮明月梨花白。故人萬里關山隔。金雁一雙飛。淚痕沾繡衣。
小園芳草綠。家住越溪曲。楊柳色依依。燕歸君不歸。
寶函鈿雀金鸂鶒。沉香閣上吳山碧。楊柳又如絲。驛橋春雨時。
畫樓音信斷。芳草江南岸。鸞鏡與花枝。此情誰得知。
南園滿地堆輕絮。愁聞一霎清明雨。雨後卻斜陽。杏花零落香。
無言勻睡臉。枕上屏山掩。時節欲黃昏。無聊獨倚門。
夜來皓月才當午。重簾悄悄無人語。深處麝煙長。臥時留薄妝。
當年還自惜。往事那堪憶。花落月明殘。錦衾知曉寒。
雨晴夜合玲瓏日。萬枝香褭紅絲拂。閑夢憶金堂。滿庭萱草長。
繡簾垂籙簌。眉黛遠山綠。春水渡溪橋。凭欄魂欲消。
竹風輕動庭除冷。珠簾月上玲瓏影。山枕隱濃妝。綠檀金鳳凰。
兩蛾愁黛淺。故國吳宮遠。春恨正關情。畫樓殘點聲。
- 韋莊五首

紅樓別夜堪惆悵，香燈半捲流蘇帳。殘月出門時，美人和淚辭。
琵琶金翠羽，絃上黃鶯語。勸我早歸家，綠窗人似花。
人人盡說江南好。遊人只合江南老。春水碧於天。畫船聽雨眠。
壚邊人似月，皓腕凝霜雪。未老莫還鄉。還鄉須斷腸。
如今卻憶江南樂，當時年少春衫薄。騎馬倚斜橋，滿樓紅袖招。
翠屏金屈曲，醉入花叢宿。此度見花枝，白頭誓不歸。
勸君今夜須沉醉，樽前莫話明朝事。珍重主人心，酒深情亦深。
須愁春漏短，莫訴金盃滿。遇酒且呵呵，人生能幾何。
洛陽城裡春光好，洛陽才子他鄉老。柳暗魏王堤，此時心轉迷。
桃花春水淥，水上鴛鴦浴。凝恨對殘暉，憶君君不知。
- 周邦彥

銀河宛轉三千曲，浴鳧飛鷺澄波綠。何處是歸舟，夕陽江上樓。
天憎梅浪發，故下封枝雪。深院卷簾看，應憐江上寒。
- 李清照

歸鴻聲斷殘雲碧，背窗雪落爐煙直。燭底鳳釵明，釵頭人勝輕。
角聲催曉漏，曙色回牛鬥。春意看花難，西風留舊寒。
- 李煜二首

銅簧韻脆鏘寒竹，新聲慢奏移纖玉。眼色暗相鉤，秋波橫欲流。
雨雲深繡戶，來便諧衷素。宴罷又成空，魂迷春夢中。
花明月暗飛輕霧，今宵好向郎邊去。剗襪下香階，手提金縷鞋。
畫堂南畔見，一晌偎人顫。奴為出來難，教君恣意憐。
- 无名氏

牡丹含露真珠颗，美人折向庭前过，含笑问檀郎，花强妾貌强？
檀郎故相恼，须道花枝好。一面发娇嗔，碎挼花打人。
- 納蘭性德 五首

蕭蕭幾葉風兼雨，離人偏識長更苦。欹枕數秋天，蟾蜍下早弦。
夜寒驚被薄，淚與燈花落。無處不傷心，輕塵在玉琴。
催花未歇花奴鼓，酒醒已見殘紅舞。不忍覆餘觴，臨風淚數行。
粉香看又別，空剩當時月。月也異當時，淒清照鬢絲。
春雲吹散湘簾雨，絮黏蝴蝶飛還住。人在玉樓中，樓高四面風。
柳煙絲一把，暝色籠鴛瓦。休近小闌幹，夕陽無限山。
隔花才歇簾纖雨，一聲彈指渾無語。梁燕自雙歸，長條脈脈垂。
小屏山色遠，妝薄鉛華淺。獨自立瑤階，透寒金縷鞋。
晶簾一片傷心白，雲鬟香霧成遙隔。無語問添衣，桐陰月已西。
西風鳴絡緯，不許愁人睡。只是去年秋，如何淚欲流。

## 外部連結
- 納蘭性德詞全集《飲水詞》 （页面存档备份，存于）